# Список дипломатических миссий Мали

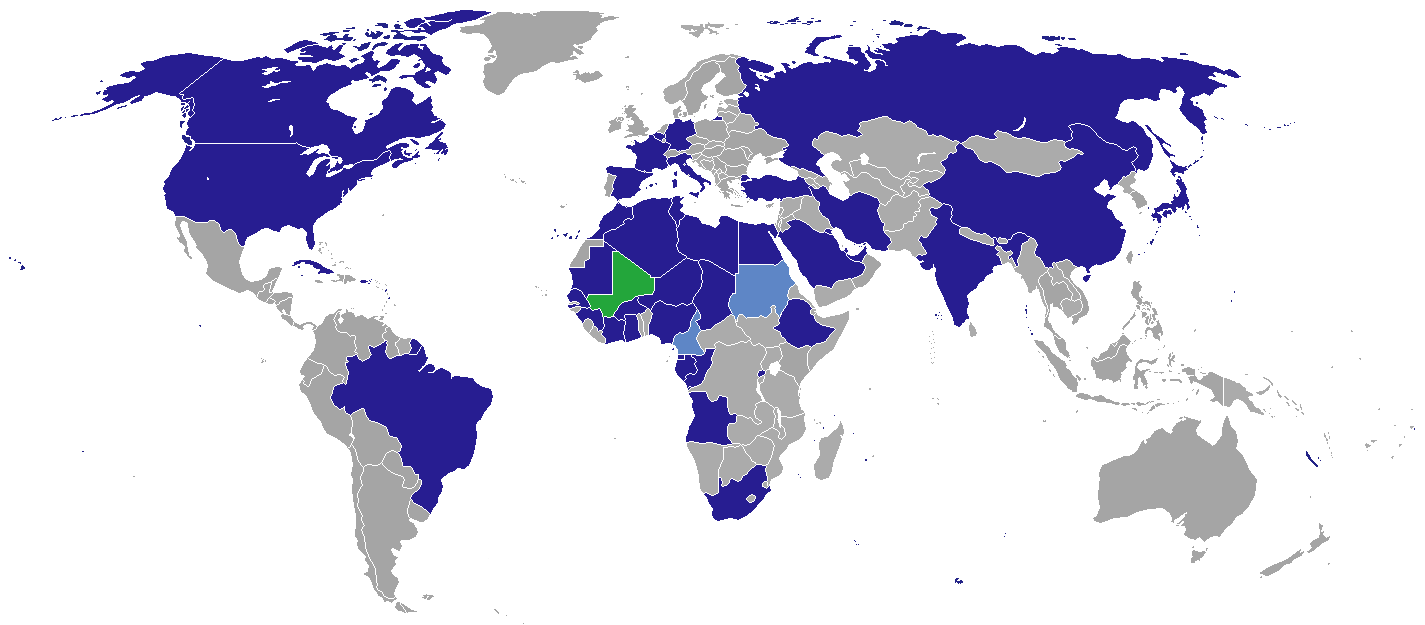
Дипломатические миссии Мали

Список дипломатических миссий Мали — перечень дипломатических миссий (посольств) и генеральных консульств Мали в странах мира.

## Европа

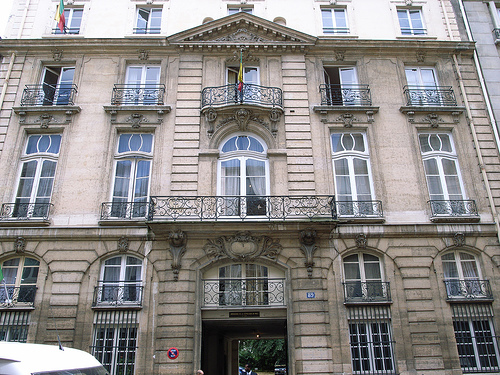
Посольство Мали в Париже

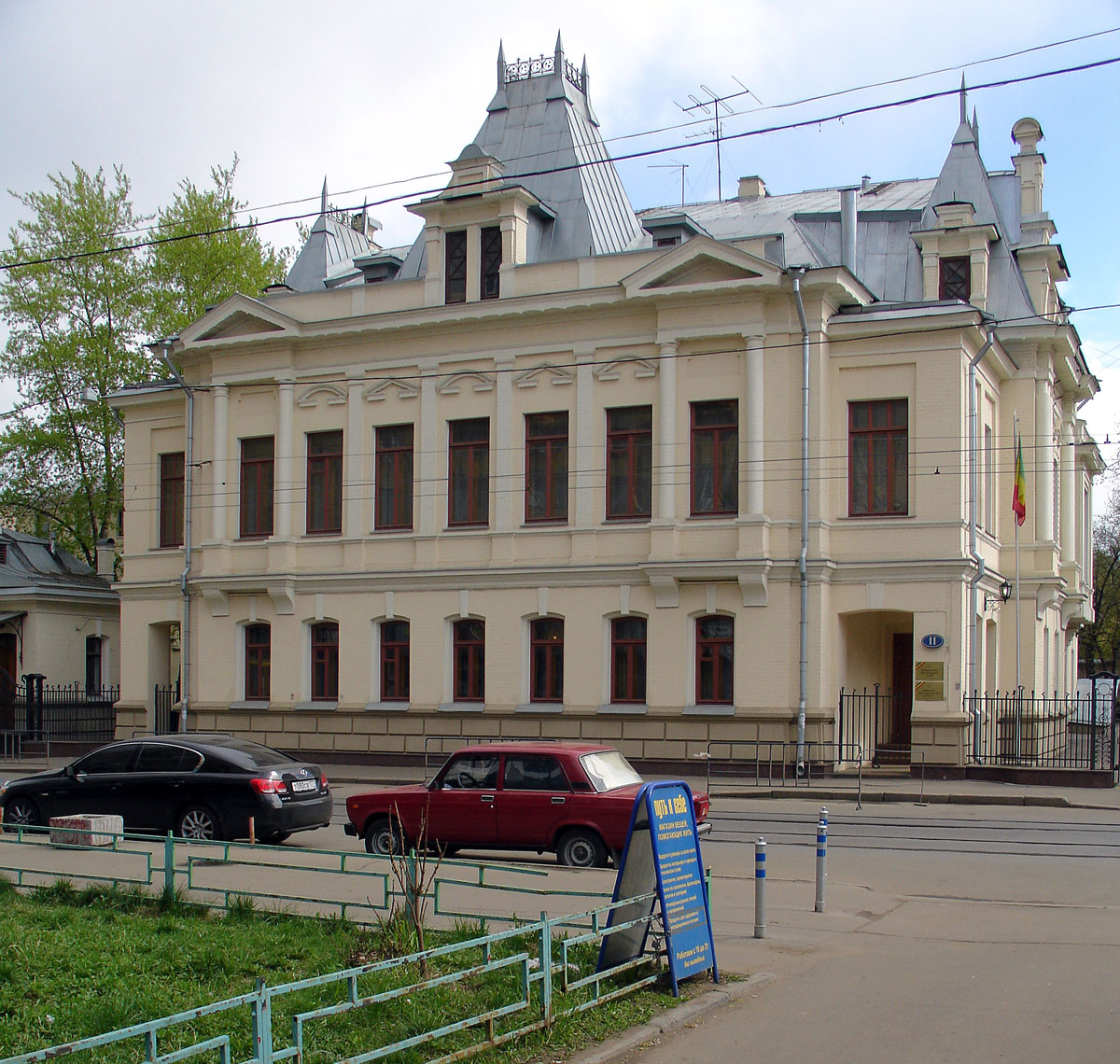
Посольство Мали в Москве

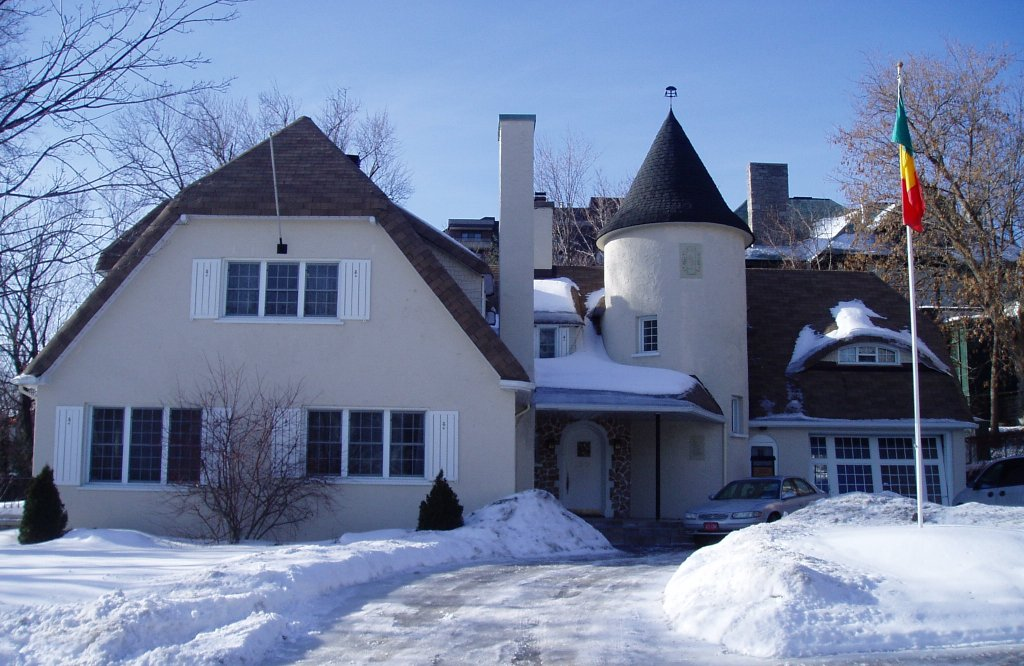
Посольство Мали в Оттаве

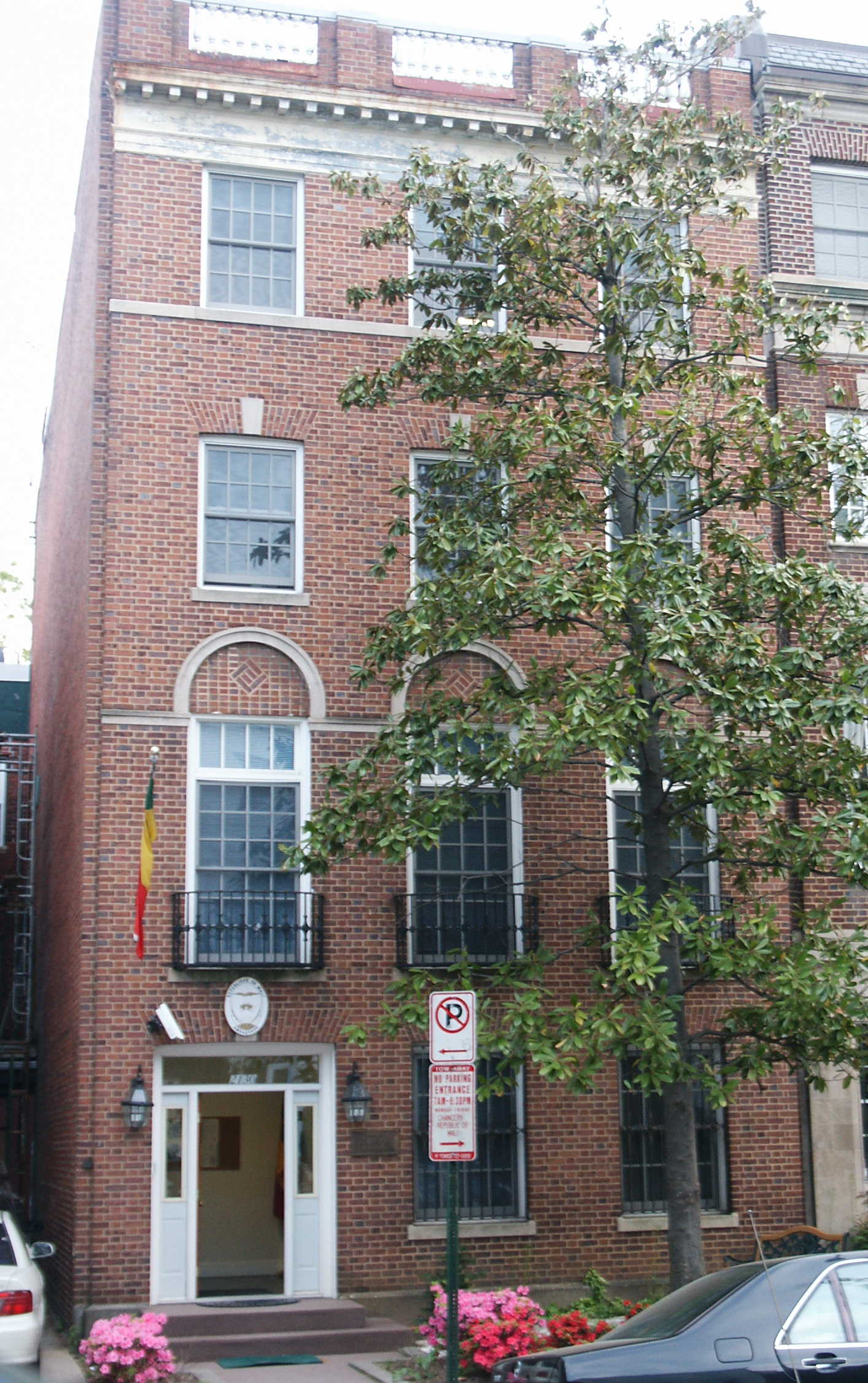
Посольство Мали в Вашингтоне

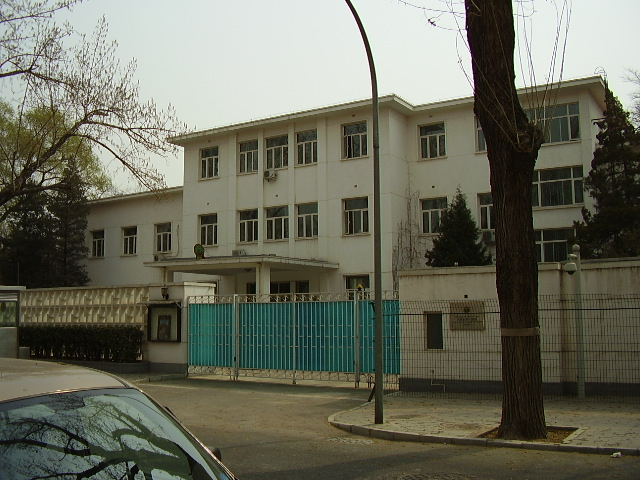
Посольство Мали в Пекине

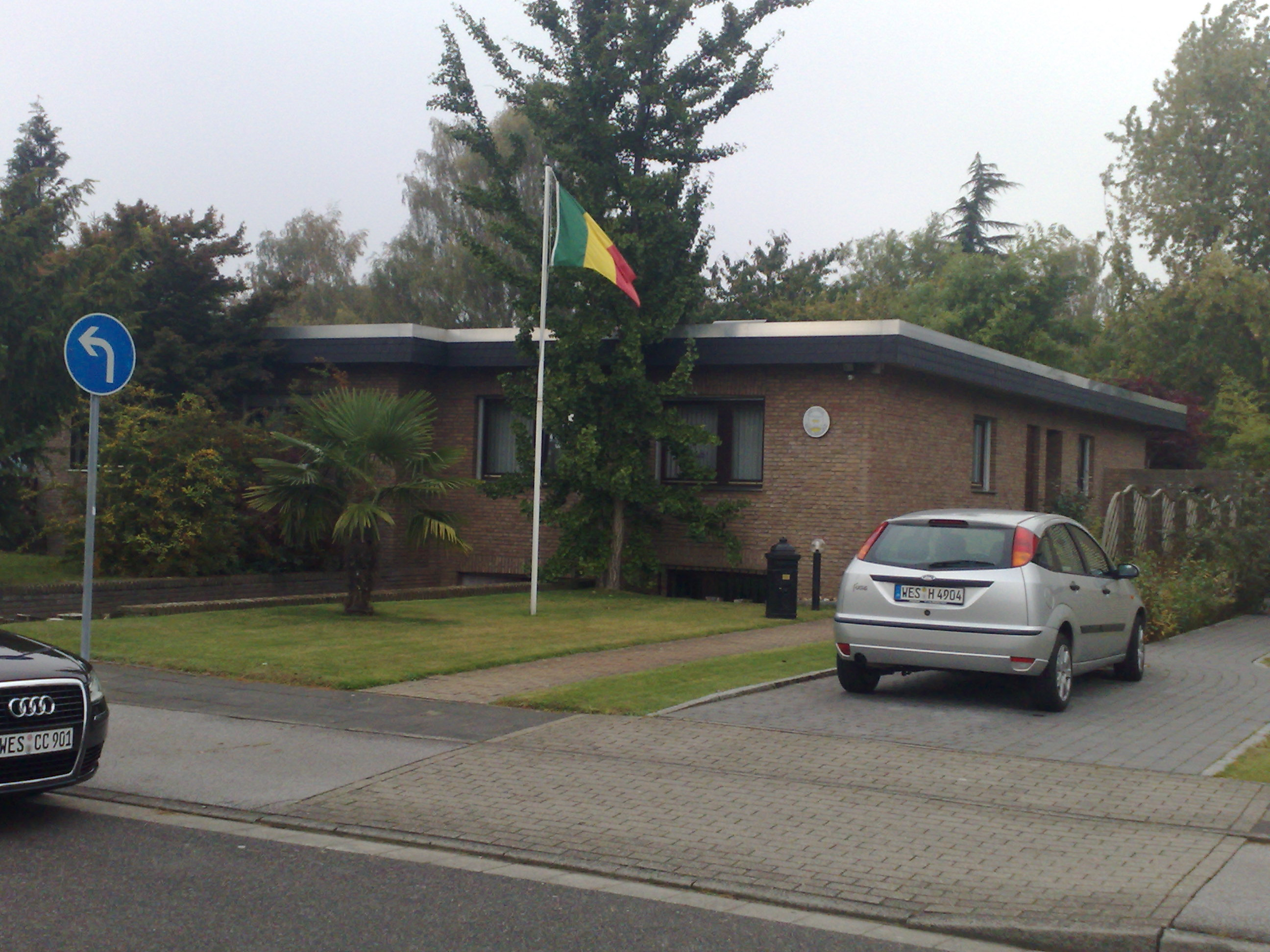
Консульское учреждение в Камп-Линтфорте, Германия

- Бельгия
  - Брюссель (посольство)
- Германия
  - Берлин (посольство)
- Италия
  - Рим (посольство)
- Россия
  - Москва (посольство)
- Франция
  - Париж (посольство)

## Азия
- Китай
  - Пекин (посольство)
- Япония
  - Токио (посольство)

## Америка
- Канада
  - Оттава (посольство)
- Куба
  - Гавана (посольство)
- США
  - Вашингтон (посольство)

## Африка
- Алжир
  - Алжир (посольство)
  - Таманрассет (консульство)
- Ангола
  - Луанда (посольство)
- Буркина-Фасо
  - Уагадугу (посольство)
- Египет
  - Каир (посольство)
- Республика Конго
  - Браззавиль (консульство)
- Кот-д’Ивуар
  - Абиджан (посольство)
  - Буаке (консульство)
- Габон
  - Либревиль (посольство)
- Гана
  - Аккра (посольство)
- Гвинея
  - Конакри (посольство)
- Ливия
  - Триполи (посольство)
- Мавритания
  - Нуакшот (посольство)
- Марокко
  - Рабат (посольство)
- Нигер
  - Ниамей (посольство)
- Нигерия
  - Абуджа (посольство)
- Сенегал
  - Дакар (посольство)
- Судан
  - Хартум (генеральное консульство)
- Тунис
  - Тунис (посольство)
- Экваториальная Гвинея
  - Малабо (консульство)
- Эфиопия
  - Аддис-Абеба (посольство)
- ЮАР
  - Претория (посольство)

## Средний Восток
- Иран
  - Тегеран (посольство)
- Саудовская Аравия
  - Эр-Рияд (посольство)
  - Джидда (консульство)

## Международные организации
- Брюссель (делегация при ЕС)
- Женева (делегация при ООН)
- Нью-Йорк (представительство при ООН)